# 国際理論応用陸水学会
国際理論応用陸水学会（こくさいりろんおうようりくすいがっかい、英: International Association of Theoretical and Applied Limnology、略称SIL）とは、1922年にアウグスト・ティーネマンとアイナル・ナウマンによって設立された陸水学の国際的な学会である。

## 概要
陸水学の進歩並びに応用を主たる目的とし、以下の活動を行っている。
- 学術活動としての大会の開催
- 出版物の発行
- シンポジウム等の会合の後援
- 陸水学活動に対する資金援助
- 同趣旨の他組織との連携